# Aliens vs. Predator (jeu vidéo, 2010)
Pour les articles homonymes, voir Aliens vs. Predator.
Aliens vs. Predator est un jeu vidéo de tir à la première personne (first-person shooter) développé par Rebellion Developments et édité par Sega en février 2010 sur PS3, Xbox 360 et sur Windows.

## Trame

### Synopsis
Le jeu reprend l'univers d'Alien vs. Predator, lui-même tiré de l'union des 2 races. Il permet d'incarner trois camps : le corps des Marines Coloniaux, les Predators et les Xénomorphes.
Le jeu se passe sur la colonie Freya Prospect (en pleine jungle), où d'anciens temples sont découverts. La compagnie Weyland-Yutani va construire des installations ayant pour double but l'étude des ruines Predator ainsi que l'élevage et l'étude de Xénomorphes. C'est l'ouverture de la pyramide qui attirera les Predators et provoquera une panne de courant permettant l'évasion des Xénomorphes.
Ce scénario est totalement inédit et ne reprend en aucun cas le scénario des films AVP.
Le jeu comprend un nombre impressionnant d'ennemis et d'objets cachés pour les trois races du jeu. À la fin de certains niveaux du jeu, il y a une petite cinématique et un affrontement avec un boss qui varie selon la race choisie : Predalien pour le Predator, Predators, Prétorien pour l'humain, etc.

### Marine
Dans la campagne du corps des Marines Coloniaux, le joueur incarne le « Bleu » (Rookie en version originale), qui se pose sur la planète alors que son vaisseau se fait pulvériser par les Predators. Le but de cette campagne est d'arriver à quitter cette planète en vie, en éliminant les Xénomorphes et les Predators, tout en découvrant ce qui a provoqué une telle infestation.
Ce camp est le plus vulnérable des trois espèces et doit donc compter sur le travail en groupe et son capteur de mouvements (caractéristique des films Alien), de même que sur leur arsenal de pointe, pour vaincre les ennemis.
Quelques armes que le Marine aura à sa disposition :
- pistolet (semi-automatique, tir secondaire rafale à trois coups successifs) ;
- fusil d'assaut à impulsion M41A (tir automatique, tir secondaire lance-grenade) ;
- fusil a pompe (tir semi automatique, tir secondaire de deux cartouche à la fois) ;
- Smartgun ou Cribleur (arme à visée automatique très élaborée se basant sur le mouvement des aliens) ;
- lance-flamme (arme de courte portée, tir secondaire répandant le liquide inflammable pouvant être déclenché au moment opportun) ;
- fusil de précision (arme de précision avec vision nocturne).

Son équipement :
- détecteur de mouvements ;
- combinaison militaire ;
- seringue de régénération accélérée.

Choisir ce camp fait vivre au joueur une expérience résolument tournée vers le Survival-Horror.
Introduction :
+++ Entrée de la base de données des marines coloniaux : BG-386 +++
Une planète humide et tempérée, située dans le système WY-BG-3 à 1,229 parsec, 0,3 g de déflexion depuis le Couloir de transport de Kalahari. Système de désignation BG-3 (étoile) 8 (8e planète), 6 (similaire à la terre). On l'appelle aussi la colonie Freya. Elle est la propriété de la Corporation Weyland-Yutani. Il y a quatre mois, Karl Bishop Weyland a limité l'accès de Freya à ses employés, reniant plusieurs accords de codéveloppement. Les archives des plans de vol indiquent une augmentation de trafic de Weyland-Yutani au cours des 3 derniers mois. Aucune déclaration n'a été faite au service de contrôle du trafic des Marines coloniaux.
+++ Fin du dossier BG-386 +++

### Predator
Le Predator est un chasseur, il saute d'arbre en arbre, utilisant son camouflage et une technologie de pointe, de loin supérieure au marine. Si le joueur choisit ce camp, il doit miser sur la technologie et son instinct de chasseur.
Le Predator peut effectuer des QTE se nommant « trophée kill ».
Les armes sont :
- lames de poignet ;
- canon d'épaule plasma avec visée tri-laser ;
- lance de chasse Yautja (Predator) ;
- disque de combat ;
- mines de proximité.

Et l'équipement comprend :
- camouflage optique ;
- différents types de visions (normale, thermique et une vision percevant l'acide biomoléculaire présent dans le Xénomorphe, les Xénomorphes apparaissent en vert clair) ;
- dispositif médical à cristaux de santé (énergie en multijoueur) ;
- dispositif permettant de copier une voix (afin de disperser un groupe de marines).

Introduction :
Nous sommes vieux, mon frère. Notre race est en faible nombre et éparpillée. Notre lignée condamnée à être un mythe. Les humains sont infantiles, des créatures obnubilées par le désir et à la prétention démesurée, et ne comprennent pas notre longue chasse. Ils restent quand même de sympathiques compagnons de jeu… Ils ont mis la main sur un trophée longtemps enfermé en lieu sûr. Ils ne doivent en aucun cas avoir la possibilité de trouver le creuset ayant servi à engendrer notre proie la plus respectée. S'ils y parviennent, toute vie sera plongée dans les ténèbres…

### Alien
L'Alien que le joueur incarne est le no 6 et doit libérer ses frères et la reine. C'est une classe plus difficile à contrôler, car l'Alien est capable de courir sur les murs et au plafond.
Ses capacités sont :
- griffes ;
- sa queue ;
- double-mâchoire ;
- QTE ;
- peut grimper sur n'importe quelle surface ;
- peut détecter les phéromones (permet de voir l'ennemi à travers les murs).

Si le joueur choisit cette classe, il doit utiliser l'instinct de l'alien pour survivre.
Vous êtes Numéro six. Engendrée et élevée en captivité. Tout ce que vous connaissez, ce sont les quatre murs de votre cellule. Mais vous n'étiez jamais toute seule. Derrière tous les bruits, vous entendiez l'appel de la Ruche, ancestrale et poussée par un instinct de survie irrépressible... Vous prenez votre mal en patience, tout comme vos congénères l'ont toujours fait. Bientôt se profilera une occasion, comme cela arrive toujours, et votre dynastie devrait prospérer de nouveau…
Les androïdes Weyland-Yutani sont plus résistants que les marines et ont une force surhumaine. Ils sont les seuls créatures à ne pas émettre de phéromones pour les Aliens, et certains sont équipés de camouflage optique tout comme le Predator.

## Multijoueur
Le multijoueur du jeu propose un mode de jeu inédit et plusieurs autres modes de jeu repris de AVP2.
- combat à mort : chacun pour soi.
- combat à mort (races) : aliens vs predators vs marines.
- combat à mort (mixte) : deux équipes pouvant contenir les trois races s'affrontent.
- infestation : plusieurs marines et un alien ; à chaque coup que l'alien tue un marine, le marine mort devient un alien.
- chasse au predator : plusieurs marines et un predator ; à chaque fois qu'un marine tue le predator, il devient à son tour le chasseur.
- conquête : aliens vs marines ; chaque camp doit contrôler des PC pour gagner.
- survie : quatre marines doivent survivre face à une horde d'aliens.

Démo
Une démo multijoueur de ce nouvel opus est disponible sur Steam pour les joueurs PC, sur le Xbox Live pour la Xbox 360 et sur le PlayStation Network pour la PlayStation 3.
Il est à noter que cette démo comprend un mode de jeu Deathmatch sur une seule carte, à huit joueurs.

## Accueil

### Critique
- GameSpot : 5,5/10[1]
- Jeuxvideo.com : 12/20[2]

### Ventes
Le jeu s'est vendu à plus de 1,7 million d'exemplaires.